# Barranc de Fontfreda
El Barranc de Fontfreda és un llarg barranc del terme de Salàs de Pallars, que discorre en alguns trams pel de Tremp (antics termes d'Espluga de Serra i Gurp de la Conca), i fins i tot en algun tram és limítrof entre tots dos termes, sempre dins del Pallars Jussà. Aflueix directament en la Noguera Pallaresa, a l'embassament de Sant Antoni, a prop de Salàs de Pallars.
Aquest barranc es forma al vessant meridional del Pui de Lleràs, a la Solana d'en Llosa, que forma part de la Pleta Verda. Baixa enclotat pels Tolls i el Clot Gran, al nord-est de la Serra de Salàs, i aviat rep per la dreta el barranc del Clot del Roure. Sempre en una vall molt tancada, passa pel Clot del Piu i el Forat de la Sabata, i té un curs molt sinuós pel fons de la vall, sempre molt tancada. Arriba a la partida dels Corrals, on la vall s'obre una mica, i on troba les fonts Freda i de la Ninya i la carretera local de Salàs de Pallars a Santa Engràcia.
Passat aquest tram, la vall torna a enclotar-se, passant entre el Serrat del Tarter Gros, al nord i el Serrat Gros i poc després el Serrat de Sant Martí al sud. En aquest tram el barranc de Fontfreda passa per la Font de la Gargalla i a prop de l'antiga caseria del Mas de Balust, que queda a migdia del barranc. Sempre enclotat, limitat al nord-est per la Costa del Barranc, aquest curs d'aigua, que generalment segueix la direcció nord-oest - sud-oest, però amb fortes inflexions fruit de com és de trencat el terreny que travessa, arriba al Planell Gran, a les envistes de Salàs de Pallars.
Delimitat al sud per la Muntanyeta de les Tosques, constitueix tot el límit de la part solana de Salàs de Pallars, per la qual cosa pren el nom, també, de barranc de la Solana. Just quan arriba al capdavall de Salàs de Pallars rep per la dreta el barranc de les Bruixes, i ja poc després s'aboca en la Noguera Pallaresa just al lloc on hi ha dues de les primeres obres d'enginyeria que es van veure al país: el pont del ferrocarril i l'anomenat Pont dels Palillos, de la carretera general antiga, tots dos sobre la cua del pantà de Sant Antoni, en la confluència amb el barranc de Fontfreda. Encara més a llevant des de fa uns anys hi ha el pont nou de la C-13 damunt aquest mateix barranc.